# Zalia
Zalia, właśc. Julia Zarzecka (ur. 29 października 2000 w Warszawie) – polska piosenkarka, autorka tekstów piosenek, kompozytorka i aktorka dubbingowa.

## Życiorys
Ukończyła klasę fortepianu w Państwowej Szkole Muzycznej I stopnia im. Henryka Wieniawskiego w Warszawie. Uczy się śpiewu i pisania tekstów na BIMM Institute w Londynie.
W 2016 uczestniczyła w programie rozrywkowym Hit, Hit, Hurra!. Była członkinią zespołu Blue Jazz. W 2019 wystąpiła w musicalu Les Misérables wystawianym przez Śródmiejski Teatr Muzyczny w Warszawie. 30 listopada 2022 nakładem wytwórni Agora wydała swój debiutancki album studyjny, pt. Kocham i tęsknię. W 2023 była nominowana do nagrody Fryderyka za fonograficzny debiut roku. W 2024 z utworem „Znowu sam” wzięła udział w konkursie o Bursztynowego Słowika w ramach Top of the Top Sopot Festival 2024. W czerwcu 2025 współprowadziła z Tribbsem i Bovską koncert "Debiuty" w ramach 62. Krajowego Festiwalu Piosenki Polskiej w Opolu.

## Dyskografia

### Albumy studyjne
| Rok                                                     | Dane dot. albumu                                                                                              | Najwyższa pozycja na liście |
| Rok                                                     | Dane dot. albumu                                                                                              | POL                         |
| ------------------------------------------------------- | --- | --------------------------- |
| 2022                                                    | Kocham i tęsknię - Data: 30 listopada 2022 - Wytwórnia: Agora - Format: CD, digital download, streaming       | –                           |
| 2025                                                    | Serce - Data: 21 lutego 2025 - Wytwórnia: Def Jam Recordings Poland - Format: CD, digital download, streaming | 10                          |
| „–” oznacza, że album nie był notowany na danej liście. | |                             |

### Minialbumy
| Rok  | Dane dot. albumu |
| ---- | --- |
| 2025 | Babie Lato 2025 (oraz Margaret i Sara James) - Data: 30 maja 2025 - Wytwórnia: Good Taste Production - Format: digital download, streaming |

### Single[10]
| Rok                                                     | Tytuł                                                                   | Najwyższa pozycja na liście | Certyfikat         | Sprzedaż       | Album            |
| Rok                                                     | Tytuł                                                                   | POL (airplay)               | Certyfikat         | Sprzedaż       | Album            |
| ------------------------------------------------------- | ----------------------------------------------------------------------- | --------------------------- | ------------------ | -------------- | ---------------- |
| 2020                                                    | „In My Heart Again”                                                     | –                           |                    |                | –                |
| 2020                                                    | „Sierpień”                                                              | –                           |                    |                | Kocham i tęsknię |
| 2020                                                    | „Biegnę”                                                                | –                           |                    |                | Kocham i tęsknię |
| 2020                                                    | „Lot”                                                                   | –                           |                    |                | –                |
| 2021                                                    | „Odpływam”                                                              | –                           |                    |                | –                |
| 2021                                                    | „Wino”                                                                  | –                           |                    |                | –                |
| 2021                                                    | „Bezsensownie” (gościnnie: Przyłu)                                      | –                           | - POL: złota płyta | - POL: 25 000+ | Kocham i tęsknię |
| 2022                                                    | „Scena miłosna”                                                         | –                           |                    |                | Kocham i tęsknię |
| 2022                                                    | „Plany”                                                                 | –                           |                    |                | Kocham i tęsknię |
| 2022                                                    | „Sentymenty”                                                            | –                           |                    |                | Kocham i tęsknię |
| 2022                                                    | „Zaraz wracam”                                                          | –                           |                    |                | Kocham i tęsknię |
| 2023                                                    | „Bigos”                                                                 | –                           |                    |                | –                |
| 2023                                                    | „Cudowne lata” (oraz Natalia Kukulska, Margaret, Mery Spolsky i Bovska) | –                           |                    |                | –                |
| 2023                                                    | „Venus” (oraz Natalia Kukulska, Margaret i Bovska)                      | –                           |                    |                | –                |
| 2023                                                    | „Zmiana planów”                                                         | –                           |                    |                | –                |
| 2024                                                    | „Znowu sam”                                                             | 15                          |                    |                | Serce            |
| 2024                                                    | „Motyl” (oraz Piotr Zioła)                                              | –                           |                    |                | Serce            |
| 2024                                                    | „My”                                                                    | –                           |                    |                | Serce            |
| 2024                                                    | „List do niej”                                                          | –                           |                    |                | Serce            |
| 2024                                                    | „Diament”                                                               | 10                          |                    |                | Serce            |
| 2025                                                    | „Nie mam dla Ciebie nic” (oraz Piotr Rogucki)                           | –                           |                    |                | Serce            |
| 2025                                                    | „Z końcem początek” (oraz Grubson)                                      | –                           |                    |                | MTV Unplugged    |
| 2025                                                    | „Co za noc” (oraz Margaret i Sara James)                                | 20                          |                    |                | Babie Lato 2025  |
| 2025                                                    | „Tattoo” (oraz Margaret i Sara James)                                   | –                           |                    |                | Babie Lato 2025  |
| 2025                                                    | „Bla bla bla” (oraz Margaret i Sara James)                              | –                           |                    |                | Babie Lato 2025  |
| „–” oznacza że singel nie był notowany na danej liście. |                                                                         |                             |                    |                |                  |

### Z gościnnym udziałem
| Rok                                                     | Tytuł                                             | Najwyższa pozycja na liście | Album  |
| Rok                                                     | Tytuł                                             | POL (airplay)               | Album  |
| ------------------------------------------------------- | ------------------------------------------------- | --------------------------- | ------ |
| 2025                                                    | „Kyoto” (Kuban, gościnnie: Zalia)                 | 1                           | Fugazi |
| 2025                                                    | „Dopóki się nie znudzisz” (Miu, gościnnie: Zalia) | –                           | –      |
| „–” oznacza że singel nie był notowany na danej liście. |                                                   |                             |        |

## Nagrody i nominacje
| Rok  | Konkurs                            | Kategoria                 | Tytułem     | Wynik     | Źr.   |
| ---- | ---------------------------------- | ------------------------- | ----------- | --------- | ----- |
| 2023 | Fryderyki 2023                     | Fonograficzny debiut roku | Zalia       | Nominacja | [ 5 ] |
| 2024 | Top of the Top Sopot Festival 2024 | Bursztynowy Słowik        | „Znowu sam” | Nominacja | [ 6 ] |